# Тростник не склонился
«Тростник не склонился» — роман Степана Аладжаджяна, который был опубликован в 1979 году.

## Сюжет
Роман посвящен армянам, пережившим геноцид, которые вернулись в Киликию с надеждой на создание автономного армянского государства и были обмануты европейской дипломатией, а затем в 1921 году вели героическую войну против врага и укрылись у принимающих народов Ближнего Востока. В романе изображена последняя героическая битва при Зейтуне.